# 68号州际公路
68号州际公路（英語：Interstate 68）是美國一条東西方向的州际公路。该公路连接了马里兰州汉考克和西弗吉尼亚州摩根敦，全长112.9英里。